# Gerrit den Uyl
Gerrit Theodoor den Uyl (Roermond, 1961)  is een voormalig Nederlandse politiefunctionaris en bestuurder. Sinds februari 2020 was hij directeur van de Politieacademie in de rang van hoofdcommissaris. In die functie is hij bij Koninklijk Besluit per 16 februari 2020 benoemd. Daarvoor was hij sinds 2015 directeur van het Politiedienstencentrum. Op 1 januari 2023 heeft hij ontslag genomen en is als zelfstandig bestuurder en interimmanager verder gegaan.

## Opleiding
Den Uyl deed in 1980 eindexamen VWO aan de Rijksscholengemeenschap in Roermond. Hierna ging hij studeren aan de  Nederlandse Politie Academie in Apeldoorn. Tijdens zijn studie werkte hij bij de gemeentepolitie Amsterdam en Heerlen. In 1984 behaalde hij het diploma voor inspecteur van Gemeentepolitie. In dat jaar ging hij werken bij de Utrechtse Gemeentepolitie. In 2002 verwierf Den Uyl een master in public management aan de Nederlandse School voor Openbaar Bestuur. 

## Carrière
In 1984 trad Gerrit den Uyl aan bij de Utrechtse gemeentepolitie, toen onder leiding van Jan Wiarda. Werkzaam aan het bureau aan de Tolsteegbrug richtte hij samen met Peter Vogelzang in 1986 het Centraal Informatiepunt Voetbalvandalisme op. In 1991 werd hij  korpschef (wnd) van de politie in Nieuwegein. Na de vorming van het Regiokorps Utrecht in 1993, werkte hij in Amersfoort. In 1995 verliet hij de politie en ging hij werken bij de gemeente Tilburg, om in 1996 de overstap te maken naar de Jaarbeurs (Utrecht). Hij was daar  operationeel directeur. In 2000 werd hij directeur van de provincie Utrecht, samen met Herman Sietsma . In maart 2007 werd hij benoemd als plaatsvervangend korpschef van het Regiokorps Zuid-Holland-zuid. Als waarnemer leidde hij dat korps tot 2010 waarna hij in de voorbereidingsorganisatie van de Nationale Politie werd opgenomen. In 2014 werd hij diensthoofd Facility Management van de Politie en in 2015 directeur van het Politiedienstencentrum. Na een crises in het bestuur van de Politieacademie werd Den Uyl door minister Ferdinand Grapperhaus benoemd als directeur voor een periode van zes jaar.

## Persoonlijk
Den Uyl is gehuwd en vader van drie zonen.